# عملیات بدر
عملیات بدر عملیات گسترده نظامی نیروهای مسلح ایران، در خلال جنگ ایران و عراق بود، که در اسفندماه ۱۳۶۳ به مدت ۱۰ روز در منطقه هورالعظیم، به فرماندهی سپاه و با مشارکت نیروی زمینی ارتش، بر ضد نیروهای ارتش عراق انجام شد.
عملیات بدر در تاریخ ۱۹ اسفند ۱۳۶۳ آغاز شد و تا ۲۹ اسفند ۱۳۶۳ ادامه داشت. نیروهای ایرانی در پیشروی اولیه از جزایر مجنون، موفق به گرفتن پاسگاه ترابه و تسخیر بخشی از بزرگراه بغداد-بصره شدند. با این حال پاتک عراقی‌ها نیروهای ایرانی را به عقب راند و حالت واماندگی جنگ ادامه یافت. در این عملیات میزان تلفات طرفین بسیار بالا بود و از سمت نیروهای ایرانی بالغ بر ۱۵ هزار نفر و از سوی عراق نیز بیش از ۱۰ هزار نفر کشته شدند. مهدی باکری؛ فرمانده لشکر ۳۱ عاشورا و عباس کریمی؛ فرمانده لشکر ۲۷ محمد رسول‌الله از جمله کشته‌شدگان ایرانی در عملیات بدر بودند.

## پیش‌زمینه
پس از عدم‌موفقیت نیروهای ایرانی در تسخیر شهر بصره، در بین سال‌های ۱۳۶۲ تا ۱۳۶۳ فرماندهی نیروهای مسلح ایران، هدف خود را متوجه تسخیر بزرگراه بغداد-بصره کردند. اولین این تلاش‌ها نبرد نیزارها بود، که با شکست نیروهای ایرانی همراه بود و آن‌ها تنها موفق به تسخیر جزایر مجنون در قسمت عراقی هورالعظیم شدند. با این حال ایرانی‌ها برنامه‌ریزی برای ادامه تهاجم را ادامه دادند که این امر منجر به طراحی و اجرای عملیات بدر گردید. نامگذاری این عملیات با الهام از اولین نبرد پیامبر مسلمانان در صدر اسلام، انجام شد.
هدف از اجرای عملیات بدر، تسخیر بزرگ‌راه بغداد-بصره بود، که محور ارتباطی حیاتی بین این دو شهر محسوب می‌شد. هدف دیگر این عملیات، عبور از رودخانه دجله بود، که در عمل شهر بصره را از باقی عراق جدا می‌نمود، همچنین در صورت تحقق، ضربه روانی بزرگی برای نیروهای عراقی به‌شمار می‌رفت. این عملیات مشابه عملیات خیبر بود، ولی برنامه‌ریزی مفصلی برای آن انجام شده بود. ایرانی‌ها برای این عملیات از یکصد هزار نیروی عملیاتی، با پشتیبانی ۶۰ هزار نیروی ذخیره استفاده نمودند. نیروهای ایرانی با ارزیابی نیزارها، نقاط مناسب برای استقرار تانک‌هایشان را شناسایی کرده بودند. در طی این عملیات ایرانی‌ها برای گذر از نیزارها از پل‌های شناور استفاده می‌کردند و نیروهای داوطلب بسیج را به سلاح‌های ضد تانک مجهز نموده بودند.

در این زمان ایران با توجه به شکست‌های مکرر در نبردهای گذشته، شروع به تقویت سازمان رزم سپاه پاسداران و سازماندهی نیروهای داوطلب بسیج، در قالب نیروهای نظامی منظم نمود. با این حال و با اینکه ایرانی‌ها روحیه بالایی برای نبرد داشتند و غالباً نفرات بیشتری نیز نسبت به عراقی‌ها داشتند، اما از ضعف آموزش و سازماندهی، رنج می‌بردند. قوای نظامی ایران همچنین از تحریم‌های ایالات متحده با نام عملیات ثابت قدم در مضیقه بودند. در طرف مقابل نیروهای ارتش عراق با فرماندهی سلطان هاشم أحمد محمد الطائی، از تجهیزات مدرن، آموزش بهتر و استفاده غیرقانونی از سلاح‌های شیمیایی برخوردار بودند.

رزمندگان ایرانی در عملیات بدر

## طرح عملیات
برای انجام عملیات بدر، در طرح عملیاتی، منطقه مورد نظر به دو محور شمالی و جنوبی تقسیم شد. محور شمالی به قرارگاه نجف و محور جنوبی به قرارگاه کربلا واگذار گردید. قرارگاه نجف از شمال منطقه البیضه تا امتداد آبراه جمل و قرارگاه کربلا از شمال، مقابل آبراه جمل و روستای نخیره در شرق دجله و از جنوب، منطقه القرنه (خط الهاله) وارد عمل می‌شدند. قرارگاه نوح نیز مأموریت داشت ضمن تصرف پدافندی و گسترش در آن محور، به سوی پل زردان پیشروی کند، سپس کانال صوئیب را شکافته و آب را به سمت شهر بصره جاری نماید. همچنین به دو قرارگاه فرعی ظفر و نصرت ماموریت‌های جداگانه‌ای به صورت احتیاط و نیز انجام عملیات فریب، واگذار شد. به این ترتیب که قرارگاه ظفر می‌باید آماده می‌شد تا در صورت امکان به طریق هلی‌برن از منطقه العزیز به طرف شمال (در غرب رودخانه دجله) حرکت کند. قرارگاه نصرت نیز مأموریت اجرای آتش روی جاده العماره به بصره و نیز شمال پل العزیر را برعهده داشت.

## شناسایی
در عملیات بدر به منظور تسهیل در انجام شناسایی‌ها و توجیه نیروهای عمل‌کننده، تسهیل در بردن عقبه‌ها به جلو و حراست از جزایر مجنون، به یگان‌های عمل‌کننده خطوط پدافندی واگذار گردید. بر این اساس کار شناسایی آبراه‌ها و مواضع ارتش عراق، از آبان‌ماه ۱۳۶۳ شروع شد و تا قبل از عملیات ادامه یافت. در این عملیات برای اولین بار با هلیکوپتر از مواضع و خطوط دفاعی عراق، فیلمبرداری انجام شد. در گزارش‌های بعد از انجام عملیات، کار شناسایی در مجموع مناسب ارزیابی شد، گرچه از خط اول نیروهای ارتش عراق، به سمت رودخانه دجله و بعد از آن، شناسایی ضعیف بود.

## نبرد
در ۲۰ اسفند ۱۳۶۳ نیروهای ایرانی در نزدیکی جزایر مجنون و در شهر قرنه، در محل تلاقی رود فرات با بزرگراه، پیاده شده و تهاجم به سمت بزرگراه را آغاز نمودند. آن‌ها توانستند بخشی از بزرگراه را به تسخیر خود درآورند، که در این زمان با پاتک نیروهای عراقی توسط توپخانه، قوای زرهی و نیروی هوایی مواجه شدند. این عملیات نخستین عملیاتی بود که نیروهای ویژه گارد ریاست جمهوری عراق به عنوان نیروی ذخیره در آن شرکت نمودند. در ابتدای عملیات ایرانی‌ها با اصل غافلگیری به سمت نیروهای ارتش عراق یورش بردند و جبهه‌ای به طول ۱۲ کیلومتر در برابر لشکر ۴ام عراق گشودند. سرانجام در ۲۳ اسفند با فشار بیش از حد، نیروهای مسلح ایران توانستند با شکستن خطوط دفاعی ارتش عراق، از شمال قرنه به داخل خطوط عراقی‌ها نفوذ نمایند. پس از ۲ روز نبرد، نیروهای سپاه پاسداران با پشتیبانی تانک و توپخانه، ۱۶ کیلومتر به داخل خطوط ارتش عراق نفوذ کردند. در همان شب ۳۰ هزار نفر از نیروهای مسلح ایرانی خود را به رودخانه دجله رساندند. آن‌ها با استفاده از ۳ پل شناور که یکی از آن‌ها توانایی عبور خودروهای سنگین را داشت، از عرض رودخانه عبور کرده و با پیشروی، ساحل مقابل بزرگراه را به اشغال خود درآوردند. با وجود موفقیت ایرانی‌ها، آن‌ها به‌طور گسترده‌ای خود را در معرض آتش مستقیم عراقی‌ها قرار دادند. ایرانی‌ها هم‌زمان از کمبود تجهیزات نیز رنج می‌بردند. پاسخ صدام حسین به این عملیات، استفاده از سلاح‌های شیمیایی علیه نیروهای مستقر در عملیات بدر و نیز آغاز دور دوم جنگ شهرها و بمباران و موشک‌باران ۲۲ شهر ایران، از جمله تهران، تبریز، اصفهان، و شیراز بود. عراقی‌ها از پیش توپخانه خود را بر روی مواضع اطراف بزرگراه هدف‌گیری نموده بودند. هنگامی که ایرانی‌ها به اهداف خود در تسخیر بزرگراه رسیدند، نیروهای عراقی، پاتک خود را آغاز نمودند.
نیروهای ارتش عراق تحت امر سلطان هاشم أحمد محمد الطائی و جمال زانون، حملات هوایی و توپخانه‌ای را علیه نیروهای مسلح ایران آغاز نمودند. سپس با استفاده از توپخانه، تانک و نیروهای زرهی، عملیات گازانبری را شروع نمودند. در اوج نبرد در عملیات بدر، صدام حسین دستور استفاده از سلاح‌های شیمیایی را صادر کرد. هم‌زمان عراقی‌ها با استفاده از خطوط‌لوله‌ای که مهندسان عراقی طراحی کرده بودند، آب دجله را به داخل خاکریزهای نیروهای ایرانی هدایت نمودند. تحت فشار شدید عراقی‌ها، نیروهای مسلح ایران مجبور به عقب‌نشینی شدند. حملات بالگردهای عراقی به هنگام عقب‌نشینی ایرانی‌ها تلفات بیشتری به نیروهای مسلح ایران وارد نمود. تا ۲۵ اسفند ایرانی‌ها به داخل نیزارها عقب رانده شده بودند. ایران عملیات تهاجمی دیگری را نیز برای زمان بعد از تصرف بزرگراه طرح‌ریزی نموده بود، که شروع با تأخیر خارج از برنامه، آن طرح را با شکست مواجه کرد. سرانجام ایرانی‌ها از مواضع تسخیر شده، عقب رانده شدند. در عملیات بدر، تلفات زیادی به هر دو طرف وارد شد و از نیروهای ایرانی در حدود ۱۵ هزار نفر و از نیروهای عراقی نیز در حدود ۱۰ هزار نفر، کشته شدند. سرانجام نیروهای ایرانی بدون دست‌آوردی جدید، به مواضع قبلی خود در نیزارهای هورالعظیم عقب رانده شدند.

## منطقه عملیات
منطقه‌ای که عملیات بدر در آن انجام شد، در هورالهویزه قرار داشت و از شمال به مناطق ترابه و زجیه و از جنوب به القرنه و کانال صوئیب محدود می‌شد. این منطقه دارای دو نوع طبیعت متفاوت؛ هور و خشکی می‌باشد. قسمت خشکی که حداقل عرض آن ۲ کیلومتر در منطقه زجیه و حداکثر عرض آن ۸ تا ۹ کیلومتر در مناطق العزیر و الهاله است و توسط دو هور بزرگ؛ هورالهویزه در شرق و هورالحمار در غرب احاطه شده‌است. طول منطقه عملیات از مناطق ترابه تا الهویدی، در حدود ۵۰ کیلومتر می‌باشد. زمین آن از جنس خاک‌رُسِ نمکی و به حالت گَرد است، که در نزدیکی سیل‌بندهای هور، با نشت آب، حالتی باتلاقی به خود می‌گیرد. قسمت خشکی منطقه توسط سیل‌بندهایی به عرض ۱۲ متر و ارتفاع ۲۴ متر، از هور جدا شده‌است. همچنین رودخانه دجله، این منطقه را به دو قسمت شرقی و غربی تقسیم می‌کند، که سه‌چهارم آن در شرقِ رودخانه واقع شده‌است. جادهٔ عماره-بصره نیز در غرب رودخانه دجله قرار دارد.
وسعت کل منطقه عملیات بدر، اعم از خشکی و هور، حدود ۱٫۰۰۰ کیلومتر مربع بود، که ۲۵۰ کیلومتر مربع از آن، خشکی و مابقی از هور تشکیل می‌شد. در این منطقه علاوه بر ذخایر نفتی عراق و چاه‌های نفت آن، دکل‌های برق، دکل‌های تقویتی رادیو و تلویزیون، دکل‌های استراق‌سمع و پارازیت، تأسیسات صنعتی و کارخانجات کاغذسازی نیز وجود داشت. منطقه هور پوشیده از نِی، بردی و چولان بود و تردد در آن منطقه، تنها از طریق آبراه‌ها صورت می‌گرفت.

## استعداد نیروها

### عراق
بعد از عملیات خیبر، ارتش عراق با تشکیل فرماندهی شرقِ دجله، اقدام به تشکیل رده‌های پدافندی مختلف در این منطقه نمود و با ایجاد کمین‌های شناور و ثابت، دکل‌های دیده‌بانی، نصب سیم‌خاردار و بشکه‌های فوگاز، خطوط دفاعی خود در این منطقه را تقویت کرد. یگان‌های مسلح ارتش عراق، تحت فرماندهی نیروهای شرق دجله، از منطقه قلعه‌صالح تا نهر صوئیب، گسترش یافته بودند:
- فرماندهی دفاع الاهوار (از قلعه صالح تا الکساره) شامل: ۲ گردان کماندویی از لشکر ۱۰ و تیپ ۲ کماندویی از سپاه چهارم ارتش عراق.
- لشکر ۳۵ پیاده (از الکساره تا نهر روطه) شامل: تیپ ۴۲۹ پیاده، تیپ ۹۴ پیاده، قاطع القادسیه، خالد، الصنادیه، صدام، دینار الثانی، ۲ گردان کماندویی از لشکر ۵ مکانیزه، نیروهای کماندویی الشیبانی، ۴ گردان تانک و ۵ گردان توپخانه.
- فرماندهی نیروهای دفاع از بصره (از نهر روطه تا نهر صوئیب) شامل: تیپ ۹۳ پیاده، تیپ ۷۰۳ پیاده، قاطع الشهید، ۱ گردان تانک و ۱ گردان توپخانه.
- لشکر ۳۱ پیاده (از نهر صوئیب تا پاسگاه طلائیه) شامل: تیپ ۱۱۸ پیاده، تیپ ۴۹ پیاده، تیپ ۶۰۵ پیاده و ۳ گردان توپخانه.

نیروهایی که ارتش عراق در حین عملیات وارد منطقه کرد، عبارت بودند از: لشکر ۱۰ زرهی؛ با تیپ‌های ۱۷ زرهی، ۴۲ زرهی و ۲۴ مکانیزه، لشکر گارد ریاست‌جمهوری؛ با تیپ‌های ۱ مکانیزه، ۲ زرهی، ۳ نیروی مخصوص و ۴ زرهی، لشکر ۴ پیاده کوهستانی؛ با تیپ‌های ۵، ۱۸ و ۱۹ پیاده، لشکر ۶ زرهی؛ با تیپ‌های ۱۶ زرهی، ۳۰ زرهی و ۲۵ مکانیزه، لشکر ۱ مکانیزه؛ با تیپ‌های ۲۷ مکانیزه، ۳۴ زرهی و ۵۱ مختلط، لشکر ۵ مکانیزه؛ با تیپ‌های ۲۰ و ۱۵ مکانیزه، تیپ‌های ۶۵، ۶۶ و ۶۸ نیروی مخصوص و تیپ ۱۰ زرهی.

### ایران
نیروهای عمل‌کننده ایرانی در عملیات بدر، تحت امر ۴ قرارگاه عملیاتی و با فرماندهی قرارگاه مرکزی خاتم‌الانبیاء، سازماندهی شدند. در حین انجام عملیات نیز قرارگاه ظفر، تحت امر قرارگاه مرکزی تشکیل و وارد عمل شد. در مجموع نیروهای عمل‌کننده سپاه پاسداران در عملیات بدر شامل: ۳۱٫۳۴۵ نفر نیروی داوطلب بسیج، ۱۳٫۹۶۴ نفر نیروی وظیفه و ۱۷٫۰۱۰ نفر نیروی رسمی بود. این عملیات با مشارکت نیروی زمینی ارتش، همچنین با پشتیبانی نیروی هوایی ارتش و نیز هوانیروز ارتش انجام گرفت.
- قرارگاه نجف (از منطقه ترابه تا آبراه نینوا) شامل: لشکر ۱۴ امام حسین، لشکر ۵ نصر، لشکر ۷ ولی‌عصر، تیپ ۳۵ امام‌حسن، تیپ ۱۸ الغدیر، تیپ ۲۱ امام‌رضا، گروه ۲۲ توپخانه (۲ گردان)، گروه ۴۰ توپخانه رسالت (۱ آتشبار) و لشکر ۷۷ پیاده خراسان از نیروی زمینی ارتش.
- قرارگاه کربلا (از جنوب خط حد قرارگاه نجف تا شمال پد الهویدی) شامل: لشکر ۱۷ علی‌ بن‌ ابی‌طالب، لشکر ۳۱ عاشورا، لشکر ۸ نجف اشرف، لشکر ۲۷ محمد رسول‌الله، تیپ ۴۴ قمربنی‌هاشم، لشکر ۲۱ پیاده ارتش؛ با ۹ گردان پیاده، ۲ گردان مکانیزه و ۳ گردان تانک، لشکر ۲۸ پیاده ارتش؛ گردان‌های توپخانه ۳۲۷، ۳۴۳، ۳۴۷، ۳۵۰، ۳۶۴، ۳۷۲، ۳۹۷ و القارعه.
- قرارگاه نوح (از پد الهویدی تا کانال صوئیب) شامل: لشکر ۴۱ ثارالله و تیپ احمدبن‌موسی.
- قرارگاه نصرت (یا قرارگاه نجف ۲ در حد فاصل شمال نهر کسر و نهر صف) شامل: لشکر ۲۵ کربلا و تیپ صدر؛ متشکل از نیروهای عراقی.
- قرارگاه ظفر (از پل الصدیفه به سمت شمال، تا پد خندق و منطقه العزیر) شامل: لشکر ۷ ولی‌عصر، تیپ ۳۳ المهدی، تیپ ویژه شهدا، تیپ ۱ از لشکر ۲۳ تکاور و تیپ ۵۵ هوابرد ارتش.[۱۰]

## پیامدها
در پی این عملیات، عراق در پاسخی مشابه با عملیات‌های قبلی، دور دیگری از جنگ شهرها را آغاز نمود و بسیاری از مراکز شهری پرجمعیت ایران را مورد حمله هوایی و موشکی قرار داد. در پاسخ ایرانی‌ها با استفاده از توپخانه و موشک‌های برد کوتاه، مراکز شهری و به ویژه شهر بصره را هدف قرار دادند. این دوره از جنگ شهرها برای ۱۰ روز با شدت زیاد، ادامه داشت و سرانجام پس از ۳ ماه، پایان یافت. در طول اسفندماه شورای امنیت سازمان ملل در طی ۲ قطعنامه، حملات به غیرنظامیان را محکوم کرد و از طرفین درخواست نمود تا به دنبال راه‌حلی بر پایه صلح باشند. در روز ۲۵ اسفند ۱۳۶۳ طارق عزیز، وزیر خارجه وقت عراق، به سازمان ملل رفت و درخواست صلح و بازگشت طرفین به مرزهای بین‌المللی را مطرح کرد. در ۲۹ اسفند نخست‌وزیر وقت هند، هیئتی به هر دو کشورهای عراق و ایران فرستاد، تا آن‌ها را ترغیب به صلح نماید. در ۱ فروردین ۱۳۶۴ رهبر وقت جمهوری اسلامی ایران، سید روح‌الله خمینی، در بیانیه‌ای که از تلویزیون دولتی ایران پخش شد، بار دیگر بر قصد خود در ادامه جنگ، تا هنگامی که جامعه جهانی حق ایران برای مجازات متجاوزین را به رسمیت نشناسد، تأکید نمود.